# Terry Thomas (Leichtathlet)
Terry Ricardo Thomas (* 1. Mai 1997) ist ein jamaikanischer Leichtathlet, der sich auf den 400-Meter-Lauf spezialisiert hat.

## Sportliche Laufbahn
Terry Thomas bestritt erstmals 2013 Wettkämpfe im 400-Meter-Lauf gegen die nationale Konkurrenz. 2014 steigerte er seine Bestzeit auf 48,02 s und Anfang Juli bei den U18-Meisterschaften Nordamerikas an, bei denen er zunächst den siebten Platz belegte. Später am selben Tag gewann er anschließend noch die Bronzemedaille mit der 4-mal-400-Meter-Staffel. 2015 verbesserte er sich, im Vergleich zum Vorjahr, um fast eine Sekunde auf eine Bestzeit von 47,05 s. Ein Jahr darauf belegte Thomas den vierten Platz bei den Jamaikanischen U20-Meisterschaften. Einen Monat später im Juli trat er als Teil der 4-mal-400-Meter-Staffel bei den U20-Weltmeisterschaften in Bydgoszcz an, mit der zusammen er die Bronzemedaille gewinnen konnte. 2017 lief er im Vorlauf der Jamaikanischen Meisterschaften Bestzeit von 46,45 s, schied anschließend allerdings nach dem Halbfinale aus.
2019 lief Thomas im Finale bei den Jamaikanischen Meisterschaften seine persönliche Bestzeit von 45,47, mit der er die Silbermedaille gewann. Anfang Juli trat er in Mexiko bei den U23-Meisterschaften Nordamerikas an und verpasste als Vierter knapp den Sprung auf das Podest. Mit der Mixed-Staffel hingegen, konnte er schließlich die Goldmedaille gewinnen. Im August trat er in Lima bei den Panamerikanischen Spielen an, verpasste als Siebter seines Laufes allerdings den Einzug in die nächste Runde. Drei Tage später bestritt er mit seinen Mannschaftskollegen das Finale der 4-mal-400-Meter-Staffel, welches das Quartett auf dem sechsten Platz beendete. Zwei Monate später nahm er mit der Staffel auch an den Weltmeisterschaften in Doha teil und zog mit ihr in das Finale ein. Die Staffel erreichte schließlich als Zweite das Ziel und Thomas gewann somit mit seinen Teamkollegen die Silbermedaille.

## Wichtige Wettbewerbe
| Jahr                | Veranstaltung           | Ort                 | Platz               | Disziplin           | Zeit                |
| Startet für Jamaika | Startet für Jamaika     | Startet für Jamaika | Startet für Jamaika | Startet für Jamaika | Startet für Jamaika |
| ------------------- | ----------------------- | ------------------- | ------------------- | ------------------- | ------------------- |
| 2016                | U20-Weltmeisterschaften | Bydgoszcz           | 3.                  | 4 × 400 m           | 3:04,83 min         |
| 2019                | Panamerikanische Spiele | Lima                | 13.                 | 400 m               | 46,97 s             |
| 2019                | Panamerikanische Spiele | Lima                | 6.                  | 4 × 400 m           | 3:06,83 min         |
| 2019                | Weltmeisterschaften     | Doha                | 2.                  | 4 × 400 m           | 2:57,90 min         |

## Persönliche Bestleistungen
Freiluft
- 100 m: 10,27 s, 3. Juni 2017, Kingston
- 400 m: 45,47 s, 23. Juni 2019, Kingston